# Stilpnogaster setiventris
Stilpnogaster setiventris är en tvåvingeart som först beskrevs av Zetterstedt 1860.  Stilpnogaster setiventris ingår i släktet Stilpnogaster och familjen rovflugor. Inga underarter finns listade i Catalogue of Life.